# Lazarići
Lazarići is een plaats in de gemeente Kršan in de Kroatische provincie Istrië. De plaats telt 97 inwoners (2001).